# سامسونگ اس‌جی‌اچ-تی۵۴۹
سامسونگ اس‌جی‌اچ-تی۵۴۹ یک‌نمونه از گوشی‌های تلفن همراه سری T شرکت سامسونگ می‌باشد که توسط همین شرکت به بازار عرضه شده‌است.